# Zdrójno, West Pomeranian Voivodeship
Zdrójno [ˈzdrui̯nɔ] (tiếng Đức: Adolfsau)  là một ngôi làng thuộc khu hành chính của Gmina Bierzwnik, thuộc hạt Choszczno, West Pomeranian Voivodeship, ở phía tây bắc Ba Lan.
Nó nằm khoảng 11 kilômét (7 mi) phía bắc Bierzwnik, 16 km (10 mi) ở phía đông Choszczno và 77 km (48 mi) về phía đông nam của thủ đô khu vực Szczecin.